# السبب المكتوب
السبب المكتوب كان تقييم القانون الروماني الشائع في أوروبا خلال فترة العصور الوسطى. ظهر أثناء إحياء القانون الروماني وكان بمثابة أساس للقانون العام ، كما تم استخدامه لتقييم صحة القوانين الخاصة أو العادات المحلية والتشريعات الوضعية. يستخدم أيضًا للدلالة على الرأي العام للقانون الروماني الذي كان سائدًا خلال فترة العصور الوسطى. ويمكن أن يعني أيضًا الرأي المكتوب لهيئة التحكيم الذي يشرح قرارها في قضية ما.
كان ا أساس شعبية القانون الروماني في أوروبا في العصور الوسطى. وفقًا للعلماء، تم تبني القانون الروماني على نطاق واسع لأن النسبة أو السبب تعني القانون. في فرنسا، على سبيل المثال، غالبًا ما يتم الاحتجاج بالقانون الروماني كمعيار وكمرجع إلى القانون بشكل عام.